# Platyadenia
Platyadenia é um género botânico pertencente à família Gesneriaceae.

## Espécie
Platyadenia descendens

## Nome e referências
Platyadenia B.L.Burtt